# Bécherel
Bécherel (bret. Begerel) – miejscowość i gmina we Francji, w regionie Bretania, w departamencie Ille-et-Vilaine.
Według danych na rok 1990 gminę zamieszkiwało 599 osób, a gęstość zaludnienia wynosiła 1051 osób/km² (wśród 1269 gmin Bretanii Bécherel plasuje się na 778. miejscu pod względem liczby ludności, natomiast pod względem powierzchni na miejscu 1109.).